# Zamek Sychrov
Zamek Sychrov – neogotycki zamek położony w północno-zachodniej części Czech, niedaleko wsi Sychrov, w kraju libereckim, 21 kilometrów od Liberca.

## Historia zamku
Zamek Sychrov zbudowany został w XV wieku, przebudowany zaś w XVI wieku. Wówczas jego właścicielem była rodzina Vartemberków, następnie ród Kyjovskich. W 1628 roku stał się własnością Albrechta Waldsteina. Kolejnym właścicielem dóbr w Sychrov, został w 1669 roku Vincent Lamotte de Frintropp, który kolejny raz przebudował zamek na niewielką barokową rezydencję otoczoną parkiem.
W 1740 roku nowym gospodarzem została rodzina Waldsteinów z Mnichowo Hradiszte, która w 1820 roku sprzedała posiadłość marszałkowi austriackiej armii, księciu Karolowi Alainowi Rohanowi. W tym czasie nastąpił rozkwit zamku i znaczna jego przebudowa Zamek został urządzony stylu francuskiego romantyzmu, komnaty zostały wyposażone i ozdobione bogatą galerią obrazów, a także założono rozległy park w stylu angielskim.
Po śmierci Karola Alaina Rohana przebudowę zamku w stylu neogotyckim dokończył jego syn, Kamil. Kolejna przebudowa miała miejsce w latach 1847-1862, kiedy to Kamil Rohan przebudował posiadłość w stylu historyzmu. Powstały wówczas dwie wieże, kwadratowa oraz okrągła. Po śmierci Kamila Rohana, w 1892 roku, bratanek Kamila dokonał kolejnej przebudowy.
W 1945 roku zamek został skonfiskowany rodzinie Rohanów, a w 1950 roku udostępniony zwiedzającym.
Na terenie zamku i przyległego parku zostało nakręconych kilka filmów fabularnych i baśni filmowych.
Amerykański film komediowy Piękna i Borys Bestia (The Beautician and the Beast) oraz niemiecko-amerykański film wojenny Na Zachodzie bez zmian (2022) zostały nakręcone w zamku.

## Architektura i wnętrze zamku
Obecnie rezydencja posiada w większości neogotycki wystrój i wyposażenie. Znajduje się tu bogaty zbiór francuskiego malarstwa, m.in. portretów książąt i królów. Biblioteka obejmuje ponad 7 tysięcy pozycji z okresu od XVIII wieku.